# Lauttaranta
Lauttaranta (suédois : Färjstranden) est un quartier et une zone résidentielle sur l'île d'Hirvensalo, à Turku, en Finlande. 

## Présentation
Avant la construction du pont actuel, la liaison entre Hirvensalo et le continent passait par Lauttaranta, d'abord par voie maritime, puis par le pont.
La population de la zone statistique de Lauttaranta est en forte augmentation au cours de la première moitié des années 2010, passant de 235 habitants en 2010 à 734 à la fin de 2015.

## Histoire
Lauttaranta est formée par la ferme d'Arola, ainsi que par la partie nord de la ferme de Syvälahti, lorsque le territoire est redécoupé après l'annexion de Hirvensalo à Turku lors de la fusion municipale de Maaria en 1944. Elle couvre la zone de l'actuelle Toijaistentie, de l'Hirveläntie et de la Lautturinkatu. La ville ne sent pas encore le besoin de planifier davantage de parcelles résidentielles dans le secteur d'Hirvensalo, mais elle inclut de nombreux parcs. Lauttaranta est accessible par téléphérique depuis Korppolaismäki,.
La ferme d'Arola, comprenant les terres actuelles de Pikisaari et de Lauttaranta, ainsi que la ferme de Syvälahti, est vendue à la ville de Turku dès 1911, bien qu'à cette époque elle se situe dans le territoire de la municipalité de Maaria. La région d'Arola est probablement colonisée dès la fin du XIIIe siècle. Dans le registre foncier de 1540, trois fermes fiscales sont enregistrées dans la région, par la suite reconnues comme fermes de la couronne en 1683. Au début du XVIIIe siècle, elles fusionnent, leur possession appartenant d'abord au châtelain Johan Miltopaeus, puis au professeur Munsten. Au cours du XVIIIe siècle, la ferme est rachetée par des paysans et divisée en deux parcelles, Isotalo et Vähätalo, mais celles-ci sont réunies à la fin du XIXe siècle et vendues à la ville de Turku en 1911.
La ferme de Syvälahti est déjà mentionnée au cours du XIVe siècle. Elle tire son nom de la baie au fond de laquelle elle est située, celle-ci ayant disparu après l'assèchement des terres. À la fin du XVIe siècle, Syvälahti sert de bergerie au manoir de Brinkkala, tandis qu'à la fin du XVIIe siècle, elle devient une ferme, successivement propriété de l'assesseur Nicolaus Alanus, de la famille Hollender, de Johan Michelsson, de Johan Ahlström et, enfin, des Syvälahds de Taivassalo, qui tirent leur nom de famille du nom de la ferme et la vendent à la ville de Turku en 1911.